# Konstantin Glavatskikh
Konstantin Nikolayevich Glavatskikh (en russe : Константин Николаевич Главатских), né le 16 avril 1985 à Ijevsk, est un fondeur russe. 

## Biographie
Il dispute sa première compétition majeure aux Championnats du monde junior en 2005 à Rovaniemi, pour un résultat de 14e à la poursuite.
Le Russe monte sur ses premiers podiums internationaux à l'occasion de l'Universiade d'hiver de 2009, décrochant la médaille d'or en relais et deux médailles de bronze en individuel.
Il est spécialiste des épreuves de distance et a participé à sa première Coupe du monde en janvier 2010 avec une cinquième place à Rybinsk, suivi par une sixième place au cinquante kilomètres libre à Oslo, aussi lieu de sa première sélection aux Championnats du monde en 2011, terminant 29e du cinquante kilomètres.
S'il a fini deuxième de la Coupe d'Europe de l'Est en 2010, Glavatskikh s'impose sur une épreuve en fin d'année 2011, un quinze kilomètres classique. Il est alors réintégré à la sélection russe pour la Coupe du monde, signant deux septièmes places à Rybinsk, puis une quatrième place au trente kilomètres classique de Nové Město, à seulement six dixièmes de seconde du troisième Maxim Vylegzhanin. Le lemdemain, il participe à la deuxième place du relais russe pour son seul podium à ce niveau. Il réalise de nouveau une perforamnce de haut niveau au cinquante kilomètres d'Oslo avec le cinquième rang.
En 2014, il a l'honneur de prendre part aux Jeux olympiques à Sotchi, où sa seule course, le cinquante kilomètres se solde à la 38e position.
Il continue à marquer des points pour le classement général de Coupe du monde jusqu'en 2017, où il égale son meilleur résultat de quatrième au skiathlon de Pyeongchang, privé de podium par Mathias Rundgreen qui le devance à la photo-finish. 
Déjà deuxième avant, il remporte le Demino Ski Marathon en 2019.

## Palmarès

### Jeux olympiques
| Épreuve / Édition | Sprint | Sprint                           | 15 km                            | 15 km     | Skiathlon 2 × 15 km | 50 km | Relais | Relais    |
| Épreuve / Édition | libre  | classique                        | libre                            | classique | Skiathlon 2 × 15 km | 50 km | Sprint | 4 × 10 km |
| JO 2014 Sotchi    | —      | Épreuve inexistante à cette date | Épreuve inexistante à cette date | —         | —                   | 38e   | —      | —         |

Légende :
- — : épreuve non disputée par le fondeur.
- : épreuve ne figurant pas au programme de ces Jeux.

### Championnats du monde
| Épreuve / Édition | Sprint | Sprint                           | 15 km                            | 15 km     | Skiathlon 2 × 15 km | 50 km | Relais | Relais    |
| Épreuve / Édition | libre  | classique                        | libre                            | classique | Skiathlon 2 × 15 km | 50 km | Sprint | 4 × 10 km |
| Oslo 2011 Sotchi  | —      | Épreuve inexistante à cette date | Épreuve inexistante à cette date | —         | —                   | 29e   | —      | —         |

### Coupe du monde
- Meilleur classement général : 39e en 2009.
- Meilleur résultat individuel : 4e.
- 1 podium en relais : 1 deuxième place.

#### Classements par saison
| Saison    | Classement général final | Classement distance | Classement sprint |
| 2009-2010 | 71e                      | 42e                 |                   |
| 2010-2011 | 98e                      | 55e                 |                   |
| 2011-2012 | 39e                      | 21e                 |                   |
| 2012-2013 | 86e                      | 55e                 |                   |
| 2013-2014 | 71e                      | 57e                 |                   |
| 2014-2015 | 52e                      | 35e                 |                   |
| 2016-2017 | 68e                      | 37e                 |                   |

### Universiades
- Harbin 2009 :
  -  Médaille d'or du relais.
  -  Médaille de bronze du dix kilomètres.
  -  Médaille de bronze du sprint.

### Coupe d'Europe de l'Est
- 2e du classement général en 2010 et 2015.
- 10 podiums, dont 3 victoires.

### Championnats de Russie
- Champion sur cinquante kilomètres libre en 2014.
- Champion sur le skiathlon en 2015.